# Облоги Переяслава
Облоги Переяслава 1661—1662 років — епізоди Руїни та московсько-річпосполитської війни 1654—1667 років. Гетьман Правобережної України Юрій Хмельницький, який відновив протекторат з Реччю Посполитою, двічі спробував взяти Переяслав, у якому тримали оборону його дядько, полковник Яким Сомко, який очолював лівобережну опозицію Хмельницькому, і гарнізон царських військ на чолі з князем Волконським-Веригіним.

## Передісторія
Після підписання Слободищенського трактату Юрій Хмельницький, як і його попередник Іван Виговський, спробував розправитися з опозицією його зовнішньополітичного курсу, яка сформувалася в полках Лівобережжя. Її лідером став переяславський полковник Яким Сомко. До 1661 року Гетьманщина розділилася по Дніпру на два ворогуючі табори. Покликавши на допомогу кримських татар і поляків, Юрій Хмельницький поставив собі за мету взяти фактичний центр опору — Переяслав, який також мав символічне значення як місто, в якому 1654 року Богдан Хмельницький, потім 1658 року Виговський, а 1659 року і сам Юрій Хмельницький присягали на вірність Московському царю.

## Облога 1661 року
Перша облога Переяслава почалася на початку жовтня 1661 року і тривала два місяці. Велике військо, що складалося з правобережних полків під керівництвом Юрія Хмельницького, дев'ятнадцяти польських хоругв та кримського війська на чолі з ханом Мехмед-Ґераєм, підійшло до міста і перекрило всі дороги, що ведуть до нього. Почався інтенсивний обстріл міста з гармат, від якого, за повідомленням Волконського-Веригіна, царським ратним людям «утиси були великі». Щоб позбавити обложених води, козаки Хмельницького навіть спробували спустити воду з річок Трубіж та Ільтиця. Лівобережні козаки під керівництвом Сомка трималися хоробро і брали активну участь у обороні міста. Поляки і татари підходили під місто невеликими загонами в півтисячі людей, намагаючись виманити захисників Переяслава в поле, щоб перебити їх захованими в лісах і за піднесеннями великими ратями.
Не в змозі взяти Переяслав, облогове військо здійснювало рейди навколишні землі. Кримські татари ходили на Ніжин, Чернігів, Прилуки, Золотоношу, Ромни, вбиваючи та виганяючи в рабство неволю кількість мешканців. Взяти міста татари не могли, та й не ставили перед собою таке завдання, обмежуючись пограбуванням та розоренням округи. Ясир був обумовлений з Хмельницьким (що продовжував називати себе гетьманом обох сторін Дніпра) оплатою за військову допомогу.
Не досягши успіху, Хмельницький 4 грудня зняв облогу Переяслава і рушив на Чернігів та інші міста, а орда спробувала напасти на Сєвськ. Зазнавши поразки, кримці відійшли на південь, а незабаром і Хмельницький вважав за необхідне піти на правий берег Дніпра.

## Облога 1662 року
Наступний зимово-весняний період був характеризуваний спробами правобережного полковника Івана Богуна проникнути на Лівобережжя, але він зазнав поразки під Жовниним від Григорія Косагова. З переяславського гарнізону до Хмельницького втік сотенний татарин Рахмаметко Толтамашев, який розповів гетьманові, що всі піші полки пішли до князя Ромоданівського до Бєлгорода, а в Переяславі залишилися лише рейтари, у яких від безгодівлі померли всі коні. За його словами, якщо Хмельницький знову обложе Переяслав, жителі міста піднімуть бунт та здадуться.
12 червня Хмельницький знову підступив до Переяслава. Одним із його мотивів було перешкодити проведенню призначеної царем нової ради в Переяславі для обрання лівобережного гетьмана. У місті знаходився гарнізон царських військ чисельністю 4 тисячі осіб та козаки Переяславського полку (близько 3—4 тисяч осіб), які очікували на підкріплення від ніжинського полковника Василя Золотаренка чисельністю п'ять тисяч осіб. З Хмельницьким було військо з щонайменше дев'яти правобережних полків (14 тисяч осіб), близько 2 тисяч кримських татар та кілька польських кінних полків, Хлопицького, Єльського та Вервірського.
Військо Хмельницького почало наступати на укріплені табори Сомка поблизу Борисоглібського монастиря. У повідомленні цареві Волконський-Веригін писав, що козаки Сомко билися «не шкодуючи голів своїх з ляхи та татари і з задніпрськими зрадниками козаками, і на тому бою багатьох ляхів та татар побили». На допомогу Сомку воєвода відправив наявних у нього в розпорядженні рейтар, драгунів і донських козаків, які відкинули наступаючих назад. Наступного дня наступ продовжився, але й цього разу Хмельницький, зазнавши втрат, був змушений відступити.
Золотаренко так і не поспішив на допомогу місту та, пославшись на те, що поляки та татари блокують дороги, пішов на з'єднання з військом Ромоданівського, яке наближалося з боку Білгорода. Хмельницький почав обстрілювати місто з гармат, сподіваючись посіяти серед городян паніку та бажання здати місто. Для підйому бойового духу міщан Волконський та Сомко вирішили зробити вилазку. Перед Ільтицькою брамою міста був бій, в результаті якого «зрадників козаків і ляхів та піхоту Юраскову багатьох гнали по самі табори і німець у шанцях розбили».
Поки Хмельницький тримав у облозі Переяслав, до міста зі сходу поступово наближалося царське військо Григорія Ромоданівського, що налічувало близько 11 тисяч осіб. Ромоданівському довелося трохи затриматися, щоб вибити з Кременчука 2-тисячний загін правобережних (кременецьких і чигиринських) козаків, що пробрався туди, які захопили великий острог, але не могли вибити гарнізон із 500 осіб з малого острогу. 6 червня з Ромодановським поєднався ніжинський полковник Василь Золотаренко з військом. 10 липня, за два дні до прибуття їхнього об'єднаного війська під Переяслав, Хмельницький «втік з усіма людьми під Канів».

## Наслідки
Ромодановський, до якого приєдналися сили Сомка і значна частина московських військ, що сиділи в облозі в Переяславі, відправився слідом за Хмельницьким у південному напрямку, наздогнавши його біля переправи під Каневом. Від Хмельницького, що рухався лівим берегом Дніпра, частина козаків «вибігла за Дніпро» ще до вирішального зіткнення. У битві під Каневом військо Хмельницького було розгромлено, що поставило хрест на його планах підкорити собі Лівобережжя і змусило незабаром віддати гетьманську булаву.